# Uuno Pelander
Gustaf Uno „Uuno” Pelander, później Pelanto (ur. 23 sierpnia 1887 w Vaasa, zm. 9 sierpnia 1964 tamże) – zapaśnik reprezentujący Finlandię. Olimpijczyk ze Sztokholmu 1912, gdzie zajął siódme miejsce w wadze ciężkiej.
Zajął czwarte miejsce na Wicemistrz Europy w 1913. Mistrz kraju w 1918 i 1919 roku.

## Letnie Igrzyska Olimpijskie 1912
| Konkurencja              | Rundy eliminacyjne | Rundy eliminacyjne     | Rundy eliminacyjne     | Rundy eliminacyjne   | Rundy eliminacyjne     | Klas. końcowa |
| Konkurencja              | Przeciwnik I       | Przeciwnik II          | Przeciwnik III         | Przeciwnik IV        | Przeciwnik V           | Miejsce       |
| ------------------------ | ------------------ | ---------------------- | ---------------------- | -------------------- | ---------------------- | ------------- |
| +82,5 kg styl klasyczny. | Wolny los Z        | David Karlsson (SWE) Z | Alrik Sandberg (SWE) Z | Søren Jensen (DEN) P | Emil Backenius (FIN) P | 7.            |